# ウェザーニュースキャスター
ウェザーニュースキャスターとは、気象情報会社ウェザーニューズが制作・配信している動画番組「ウェザーニュースLiVE」に出演しているキャスターのことを指す。
ここでは2018年4月15日まで制作・配信されていた前身番組「SOLiVE24」のキャスターである「SOLiVEキャスター」（ソライブキャスター）についても併せて取り扱う。
おは天時代のキャスター・SOLiVE ChinaとSOLiVE Korea → SunnycombTVのキャスターについては当該項目を参照。

## 概要
キャスターは「気象予報士」「おは天キャスターOG」「オーディションによる選抜」に大別される。「SOLiVE24」時代はウェザーニューズの正社員スタッフと所属気象予報士が番組のMCを担当することが多々あり、「ウェザーニュースLiVE」では番組MCとしての担当は行っていなかったが、2022年4月から気象予報士の川畑玲がキャスターとして出演、男性キャスターの出演が再開した。
キャスターのシフトは大まかに朝・昼・夜で分かれているが、出演の時間帯は流動的である。過去には、夕方頃の番組を中心に他社所属のキャスター・タレントをゲストMCとして起用する場合があった。通常はキャスター1名で3時間番組を担当するが、スケジュールの都合から4時間半を担当する場合がある。
キャスターの呼称について、SOLiVE24時代は「SOLiVEキャスター」と称していたが、ウェザーニュースLiVE改称後は「ウェザーニュースキャスター」に変更している。社名がウェザーニューズであるためか、「ウェザーニューズキャスター」と表記されることもあるが間違いである。
ウェザーニュースLiVE（SOLiVE24時代を含む）への出演を機に気象予報士の資格を取得した上で本番組卒業後も地上波のテレビ局で活躍するキャスターも少なくない。2023年に広告代理店が行った「好きなお天気キャスター」のアンケート調査では、檜山沙耶（1位）を始め、本番組出演経験者が3分の1（30人中10人）を占める結果となった。

## キャスター
| 加入期                 | 加入期   | 加入期 | 名前         | よみ                 | 絵文字 | 愛称                         | 出演開始                                                         | 担当                        | 備考 |
| ウェザー ニュース LiVE | SOLiVE24 | おは天 | 名前         | よみ                 | 絵文字 | 愛称                         | 出演開始                                                         | 担当                        | 備考 |
| ---------------------- | -------- | ------ | ------------ | -------------------- | ------ | ---------------------------- | ---------------------------------------------------------------- | --------------------------- | --- |
| 第1期                  | 第1期    | 第10期 | 山岸愛梨     | やまぎし あいり      | 🍙     | あいりん                     | 2009年4月28日 SOLiVE Morning                                     | 天文 プロジェクトicon       | 気象予報士・防災士・星空案内人 |
| 第1期                  | 第5期    | 第10期 | 江川清音     | えがわ さやね        | 🍶     | さーやん                     | 2011年12月24日 SOLiVE トワイライト                               | ソラヨミ さくらプロジェクト | 2020年1月から2021年3月まで産休と育休のため、休演。 2021年4月10日から復帰。 2023年4月30日から産休のため2度目の休演。2024年7月4日にキャスター復帰。広報を兼務。 |
| 第1期                  | 第7期    | -      | 松雪彩花     | まつゆき あやか      | 🎀     | あやち                       | 2014年4月7日 SOLiVE モーニング                                   | 減災                        | 2014年3月にオーディションと一般投票によって決定。 2021年10月から2023年4月まで産休と育休のため、休演。 2023年5月4日から復帰。2025年7月1日より産休中            |
| 第1期                  | 第9期    | -      | 白井ゆかり   | しらい ゆかり        | 🦀     | ゆかりん                     | 2015年9月7日 SOLiVE モーニング                                   | -                           | 2015年8月にオーディションと一般投票によって決定。 防災士 2023年5月1日から産休のため休演、2024年7月1日よりキャスター復帰。制作スタッフを兼務。                 |
| 第1期                  | 第9期    | -      | 高山奈々     | たかやま なな        | 🍚     | ななちゃん ななな            | 2015年9月19日 SOLiVE コーヒータイム                              | 除雪                        | 2015年8月にオーディションと一般投票によって決定。 防災士 2023年10月から産休のため休演中。                                                                     |
| 第2期                  | -        | -      | 駒木結衣     | こまき ゆい          | 🐨     | ゆいちゃん おゆい            | 2018年10月18日 ウェザーニュースLiVE(16:00-17:00)                 | -                           | 2018年8月にオーディションによって決定。 防災士 |
| 第4期                  | -        | -      | 戸北美月     | ときた みづき        | 🐰     | みーちゃん                   | 2021年12月2日 ウェザーニュースLiVE ・コーヒータイム(13:00-14:00) | -                           | 2021年9月にオーディションによって決定。 防災士。 |
| (社内人事)             | -        | -      | 川畑玲       | かわばた あきら      | 🧈     | ばたやん バタ様 きらりん     | 2022年4月20日 ウェザーニュースLiVE ・アフタヌーン(14:00-17:00)   | Global Weathernews UPDATE   | 気象予報士 2022年4月の社内人事によって解説者からキャスターに異動。                                                                                            |
| 第5期                  | -        | -      | 小林李衣奈   | こばやし りえな      | 🐹     | りーちゃん                   | 2022年8月31日 ウェザーニュースLiVE ・コーヒータイム(13:00-14:00) | -                           | 2022年5月にオーディションによって決定。 |
| 第6期                  | -        | -      | 魚住茉由     | うおずみ まゆ        | 🐟     | まゆちゃん おまゆ            | 2023年4月27日 ウェザーニュースLiVE ・コーヒータイム(12:30-14:00) | -                           | 2023年1月にオーディションによって決定。 |
| 第6期                  | -        | -      | 小川千奈     | おがわ せんな        | 🍘     | せんちゃん おせん            | 2023年4月27日 ウェザーニュースLiVE ・コーヒータイム(11:00-12:30) | -                           | 2023年1月にオーディションによって決定。 防災士。 |
| 第7期                  | -        | -      | 青原桃香     | あおはら ももか      | 🍑     | ももちゃん ももぴん          | 2023年10月21日 ウェザーニュースLiVE ・コーヒータイム             | -                           | 2023年8月にオーディションによって決定。 |
| 第7期                  | -        | -      | 岡本結子リサ | おかもと ゆいこ りさ | 🐿      | ゆいこちゃん ゆいこ姫 コリサ | 2023年10月21日 ウェザーニュースLiVE ・コーヒータイム             | -                           | 2023年8月にオーディションによって決定。 |
| (社内人事)             | -        | -      | 福吉貴文     | ふくよし たかふみ    | 🐡     | ふくちゃん                   | 2024年8月7日 ウェザーニュースLiVE ・アフタヌーン                 | 防災                        | 元テレビ愛媛アナウンサー。 |
| 第8期                  | -        | -      | 田辺真南葉   | たなべ まなは        |        |                              | 2025年7月2日 ウェザーニュースLiVE・コーヒータイム(12:30-14:00)。 | -                           | 元福井テレビアナウンサー。 |
| 第8期                  | -        | -      | 松本真央     | まつもと まお        |        |                              | 2025年7月2日 ウェザーニュースLiVE・コーヒータイム(11:00-12:30)。 | -                           | |

## 過去に出演していたキャスター
| 加入期                 | 加入期   | 加入期             | 名前       | よみ                 | 出演           | 出演           | 備考 |
| ウェザー ニュース LiVE | SOLiVE24 | おは天             | 名前       | よみ                 | 開始           | 終了           | 備考 |
| ---------------------- | -------- | ------------------ | ---------- | -------------------- | -------------- | -------------- | --- |
| -                      | 第1期    | 第11期             | 澤田雅代   | さわだ まさよ        | 2009年4月27日  | 2009年8月18日  | [ 注釈 11 ] |
| -                      | 第1期    | 第1期              | 石田紗英子 | いしだ さえこ        | 2009年4月27日  | 2010年3月31日  | - |
| -                      | 第1期    | 第9期              | 井上すみれ | いのうえ すみれ      | 2009年4月27日  | 2010年3月31日  | 2010年4月よりウェザーニューズ社員 |
| -                      | 第1期    | 第11期             | 椎名桃子   | しいな ももこ        | 2009年4月27日  | 2010年3月31日  | - |
| -                      | 第1期    | 第7期              | 西川里美   | にしかわ さとみ      | 2009年4月27日  | 2010年3月31日  | - |
| -                      | 第1期    | 第5期              | 林ヒロコ   | はやし ひろこ        | 2009年4月27日  | 2010年3月31日  | [ 注釈 12 ] |
| -                      | 第1期    | 第6期              | 田中みのり | たなか みのり        | 2009年4月27日  | 2011年5月31日  | - |
| -                      | 第1期    | 第2期              | 有川雅子   | ありかわ まさこ      | 2009年4月27日  | 2011年6月30日  | - |
| -                      | 第1期    | 第8期              | 小野英美   | おの えみ            | 2009年4月27日  | 2012年9月23日  | 退社後、長野放送（NBS）のアナウンサーを経てフリーアナウンサー |
| -                      | 第1期    | 第10期             | 堀田奈津水 | ほった なつみ        | 2009年4月27日  | 2014年3月31日  | - |
| -                      | 第2期    | 第11期 台湾 おは天 | 應潔       | YING Chieh、チェイ   | 2009年8月      | 2010年12月     | 2009年7月22日放送の『ソラマド ムーン』（現:『SOLiVEムーン』）で発表され、同年8月から出演。 2011年1月以降、各々はSOLiVE24本体には出演せず別ストリーム放送で出演                |
| -                      | 第2期    | 第8期 韓国 おは天  | 李芝妍     | LEE Jee Youn、ジオン | 2009年8月      | 2010年12月     | 2009年7月22日放送の『ソラマド ムーン』（現:『SOLiVEムーン』）で発表され、同年8月から出演。 2011年1月以降、各々はSOLiVE24本体には出演せず別ストリーム放送で出演                |
| -                      | 第3期    | 第12期             | 大澤有紗   | おおさわ ありさ      | 2010年4月5日   | 2011年3月28日  | - |
| -                      | 第3期    | -                  | 今田佐和子 | こんだ さわこ        | 2010年4月5日   | 2014年3月15日  | 当時ウェザーニュース社員で当初は気象予報士として不定期出演していたが、後にキャスター業も兼務するようになった。                                                                |
| -                      | 第3期    | 第5期              | 木島由利香 | きしま ゆりか        | 2010年4月5日   | 2016年2月26日  | 気象予報士、防災士、卒業後はウェザーニューズ社員 |
| -                      | 第3期    | 第3期              | 山田泰葉   | やまだ やすは        | 2010年7月1日   | 2012年11月30日 | - |
| -                      | 第3期    | 第12期             | 横町藍     | よこまち あい        | 2010年7月1日   | 2014年3月31日  | 2010年8月にディレクターとして採用され2011年7月1日正式にSOLiVEキャスター就任                                                                                                   |
| -                      | 第4期    | -                  | 佐伯拓也   | さえき たくや        | 2011年2月12日  | 2011年12月21日 | - |
| -                      | 第4期    | -                  | 澤田南     | さわだ みなみ        | 2011年2月8日   | 2014年2月28日  | - |
| -                      | 第4期    | -                  | 河村さやか | かわむら さやか      | 2011年2月8日   | 2015年9月15日  | 2010年12月にオーディションと一般投票によって決定。2011年2月7日実施の改編より（厳密には同年2月8日以降より）出演していた。                                                      |
| -                      | 第5期    | -                  | 井田朱音   | いだ あかね          | 2012年1月13日  | 2017年10月27日 | SOLiVE24開始以前のスカパー!で放送されていた時期にもキャスターを務めていた（2005年4月〜2008年5月）。                                                                           |
| -                      | 第6期    | -                  | 堀井雅世   | ほりい まさよ        | 2013年1月21日  | 2016年3月31日  | 2012年12月にオーディションと一般投票によって決定。 |
| 第1期                  | 第6期    | -                  | 眞家泉     | まいえ いずみ        | 2013年1月21日  | 2021年3月27日  | 2012年12月にオーディションと一般投票によって決定。気象予報士・防災士。 2021年3月29日から2024年6月28日まで、同社所属の喜田勝と交代の形でテレビ朝日『報道ステーション』に出演。 |
| -                      | 第7期    | -                  | 藤岡茜     | ふじおか あかね      | 2014年4月14日  | 2018年3月30日  | 2014年3月にオーディションと一般投票によって決定。 |
| -                      | 第8期    | 第5期              | 大西暁子   | おおにし あきこ      | 2014年4月16日  | 2016年10月26日 | 出演開始〜2015年5月まではSOLiVE24 Ch.内キャスター紹介には掲載されていなかった。                                                                                               |
| -                      | 第8期    | 第1期              | 長嶺加奈子 | ながみね かなこ      | 2014年4月13日  | 2018年3月27日  | 出演開始〜2015年5月まではSOLiVE24 Ch.内キャスター紹介には掲載されていなかった。                                                                                               |
| 第1期                  | 第10期   | -                  | 鈴木里奈   | すずき りな          | 2016年10月3日  | 2019年4月25日  | 2016年8月にオーディションと一般投票によって決定。 |
| 第1期                  | 第10期   | -                  | 角田奈緒子 | かくた なおこ        | 2016年9月12日  | 2022年3月29日  | 2016年8月にオーディションと一般投票によって決定。気象予報士・防災士 退社後、ウェザーマップに移籍。                                                                            |
| 第2期                  | -        | -                  | 檜山沙耶   | ひやま さや          | 2018年10月17日 | 2024年3月30日  | 2018年8月にオーディションによって決定。いばらき大使。 退社後、2024年10月からirodori合同会社に在籍。                                                                           |
| 第3期                  | -        | -                  | 武藤彩芽   | むとう あやめ        | 2020年4月7日   | 2022年3月30日  | 2019年12月にオーディションによって決定。防災士 退社後、セント・フォースに移籍。                                                                                               |
| 第3期                  | -        | -                  | 内田侑希   | うちだ ゆき          | 2020年4月6日   | 2023年3月31日  | 2019年12月にオーディションによって決定。 退社後、文化服装学院での履修を経て、2024年5月からノースプロダクションに在籍。                                                        |
| 第4期                  | -        | -                  | 大島璃音   | おおしま りのん      | 2021年12月2日  | 2024年12月23日 | 2021年9月にオーディションによって決定。防災士。 |